# Biserica reformată de lemn din Băbiu

Biserica reformată de lemn din Băbiu

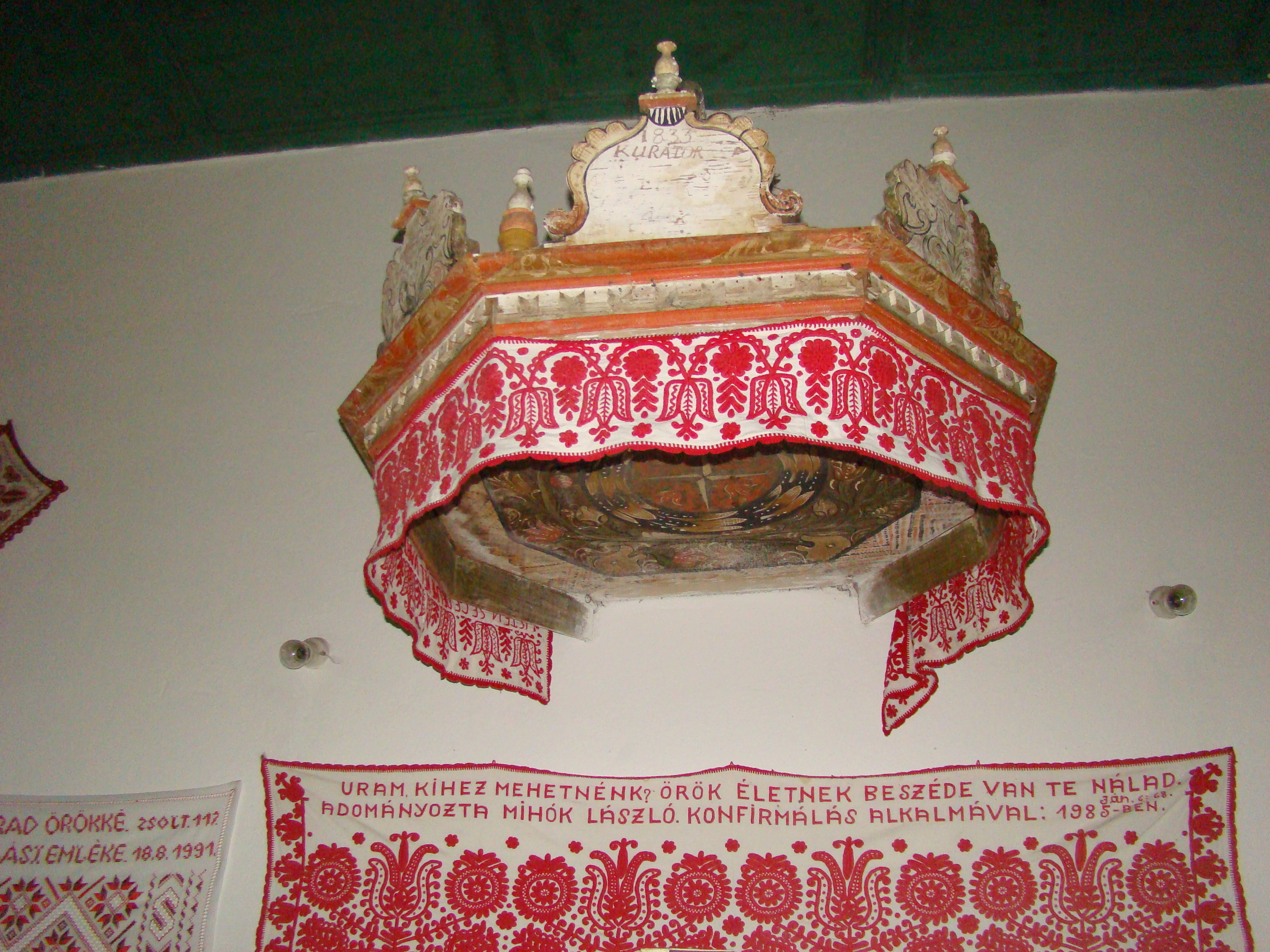
Coroana amvonului (1833)

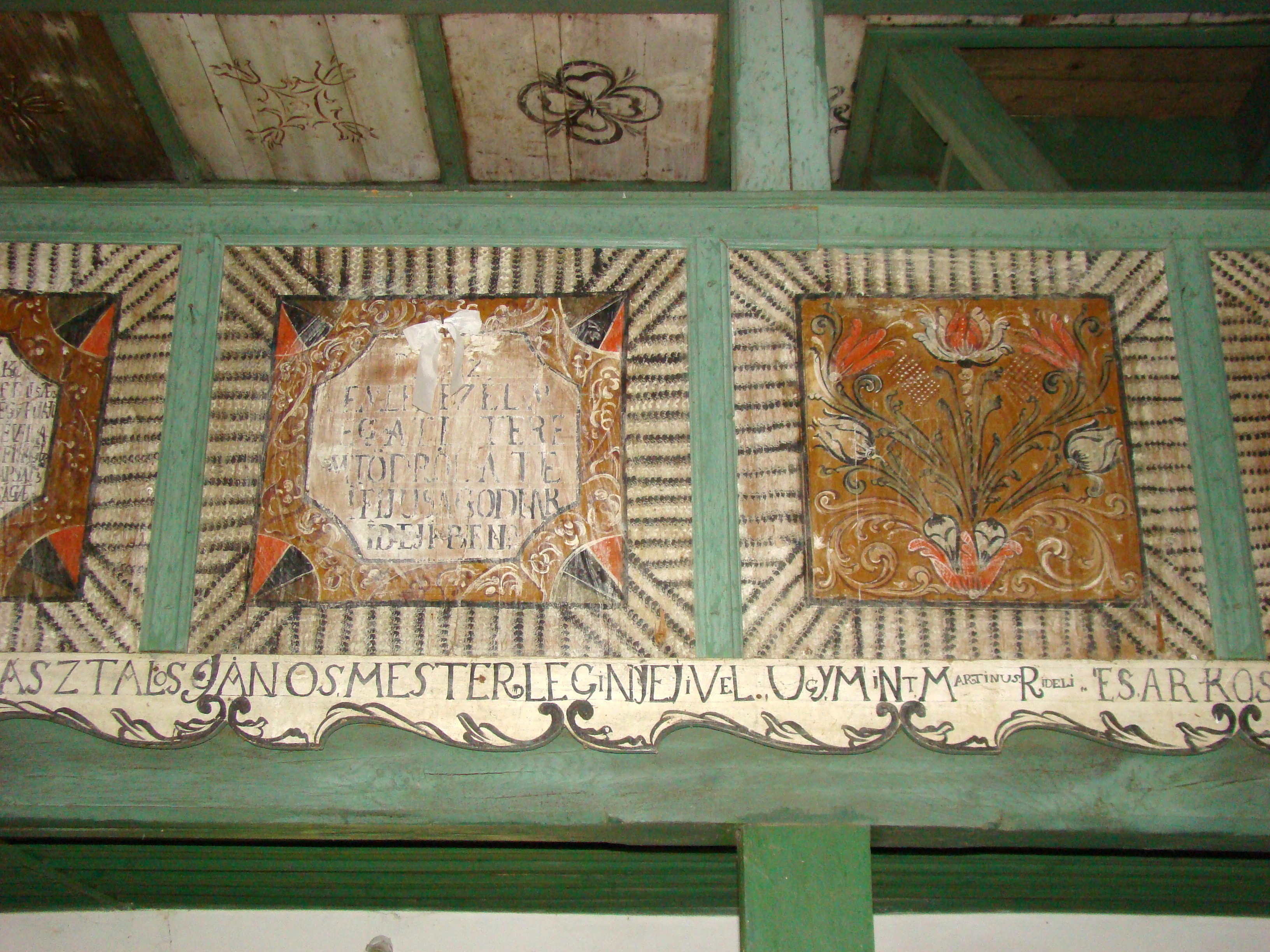
Casetele pictate de pe tavan și parapetul corului, din actuala biserică reformată, recuperate de la vechea biserică de lemn și care au fost pictate de Kövendi Asztalos János în 1763

Biserica reformată de lemn din Băbiu s-a aflat în localitatea omonimă din comuna Almașu, județul Sălaj. Deși Gábor Szinte în articolul său A Kolozsmegyei fatemplomok din 1913 nu făcea referire la localitatea Băbiu, la acel moment în localitate existau două biserici de lemn, una românească și una ungurească. Comunitatea maghiară din Băbiu este reformat calvină. Biserica reformată de lemn a dispărut, fiind mistuită de un incendiu. Biserica nouă, de zid, a fost contruită în intervalul 1935-1936 după planurile cunoscutului arhitect Károly Kós.

## Localitatea
Băbiu (în maghiară: Bábony) este un sat în comuna Almașu din județul Sălaj, Transilvania, România. A fost menționat pentru prima oară în 1291, cu denumirea Babun.

## Istoric și trăsături
Momentul în care a fost construită biserica nu se cunoaște cu exactitatea dar parohia reformată din localitate a luat ființă în perioada 1752 - 1754.
Vechea biserică reformată de lemn se afla în centrul satului, alături de biserica românească de lemn. Din imaginea păstrată observăm că biserica avea pereții tencuiți iar acoperișul era din șindrilă. Pe latura de sud exista o intrare. Turnul clopotniță era tot din lemn și se afla în imediata apropiere a bisericii reformate.

## Imagini din exterior

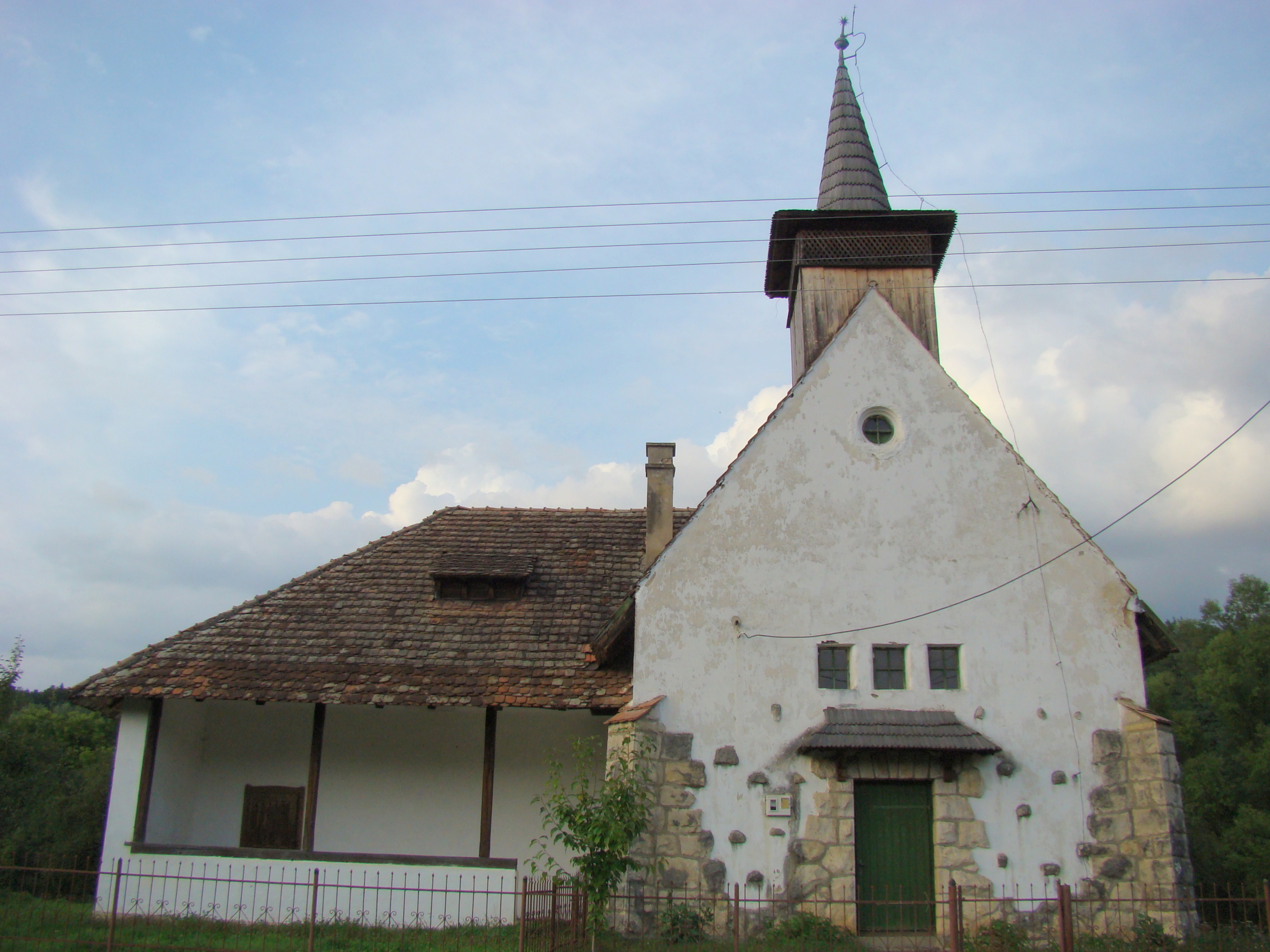
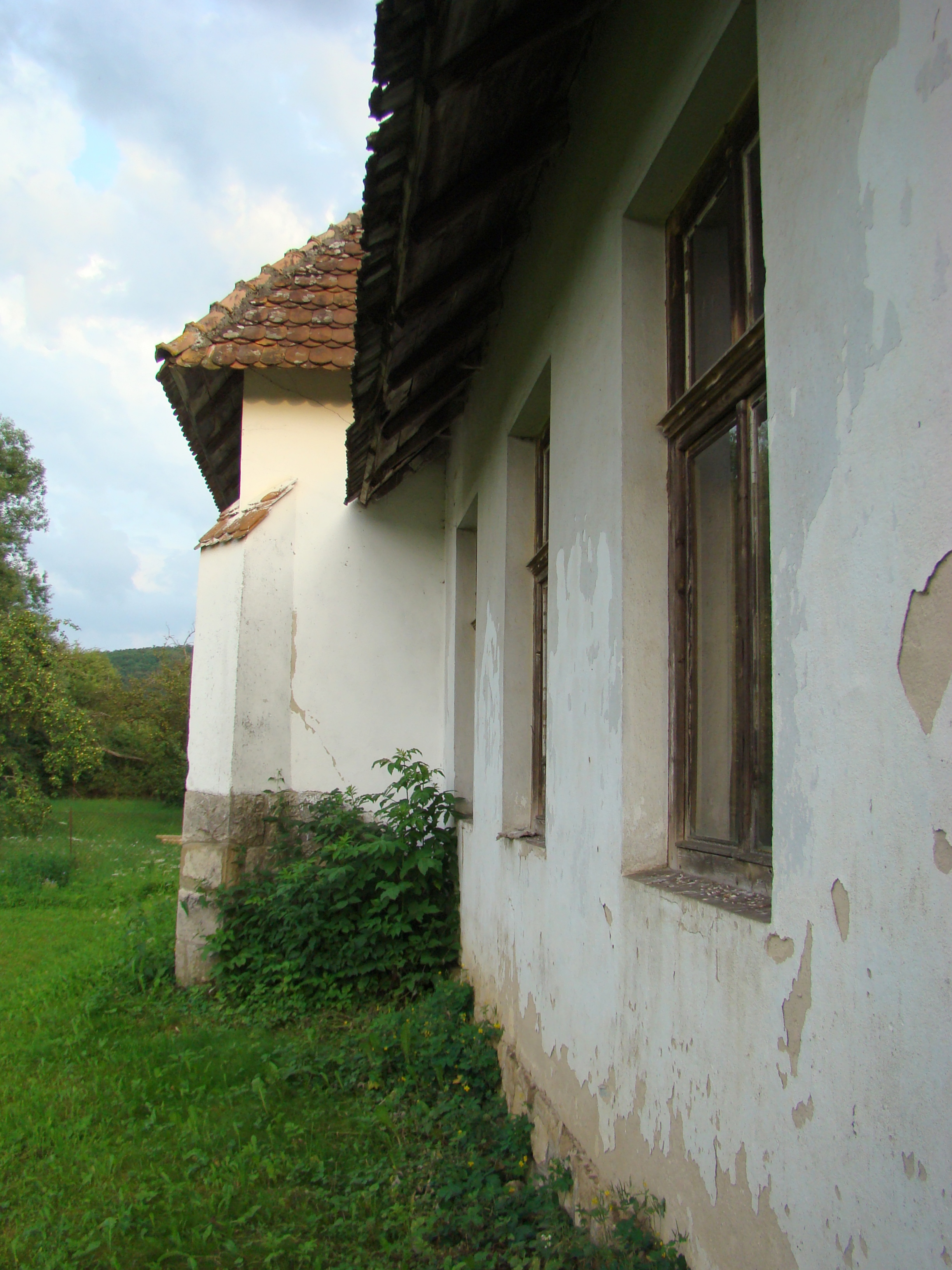
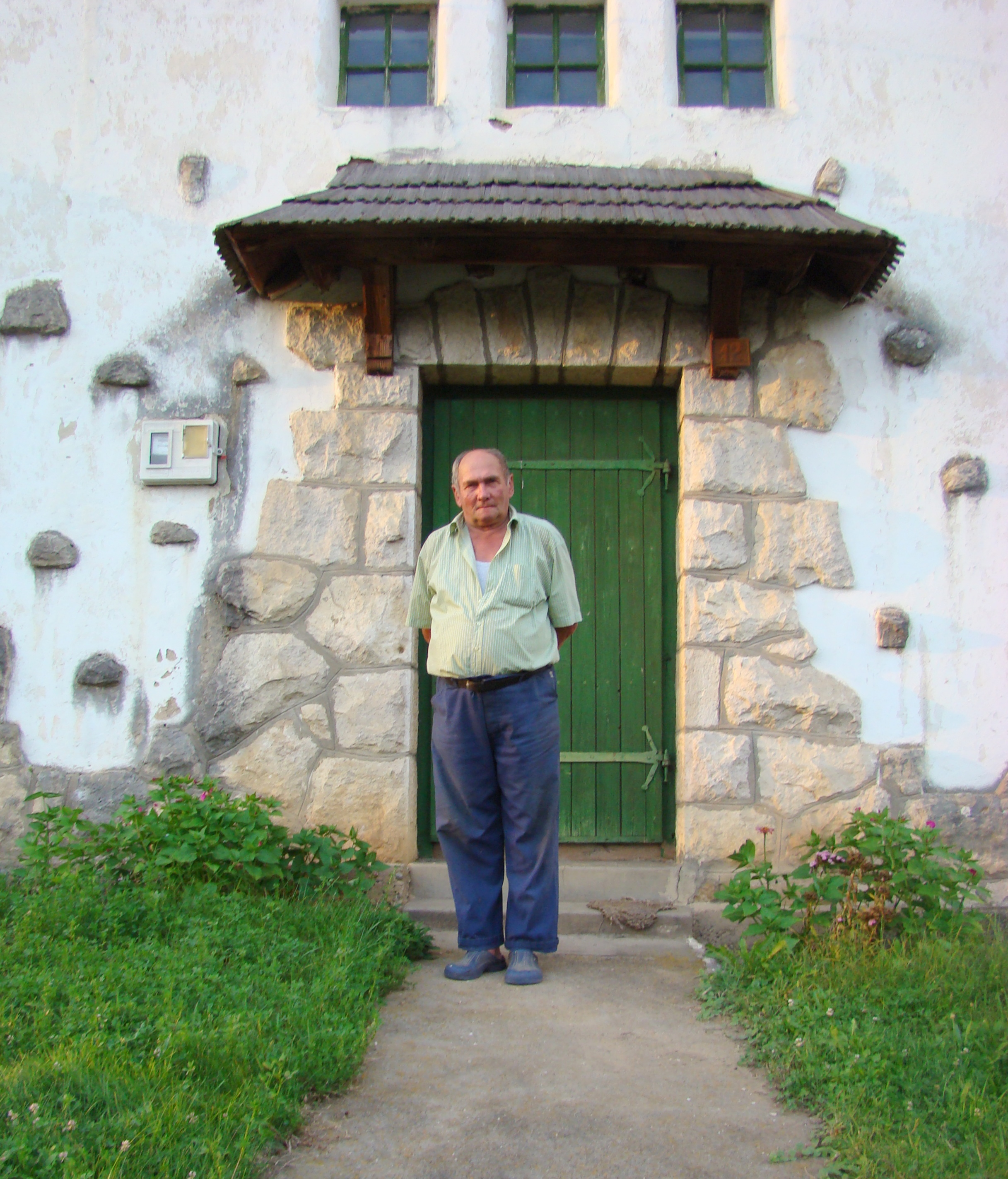
Curatorul bisericii reformate din Băbiu: Eszes Ioan
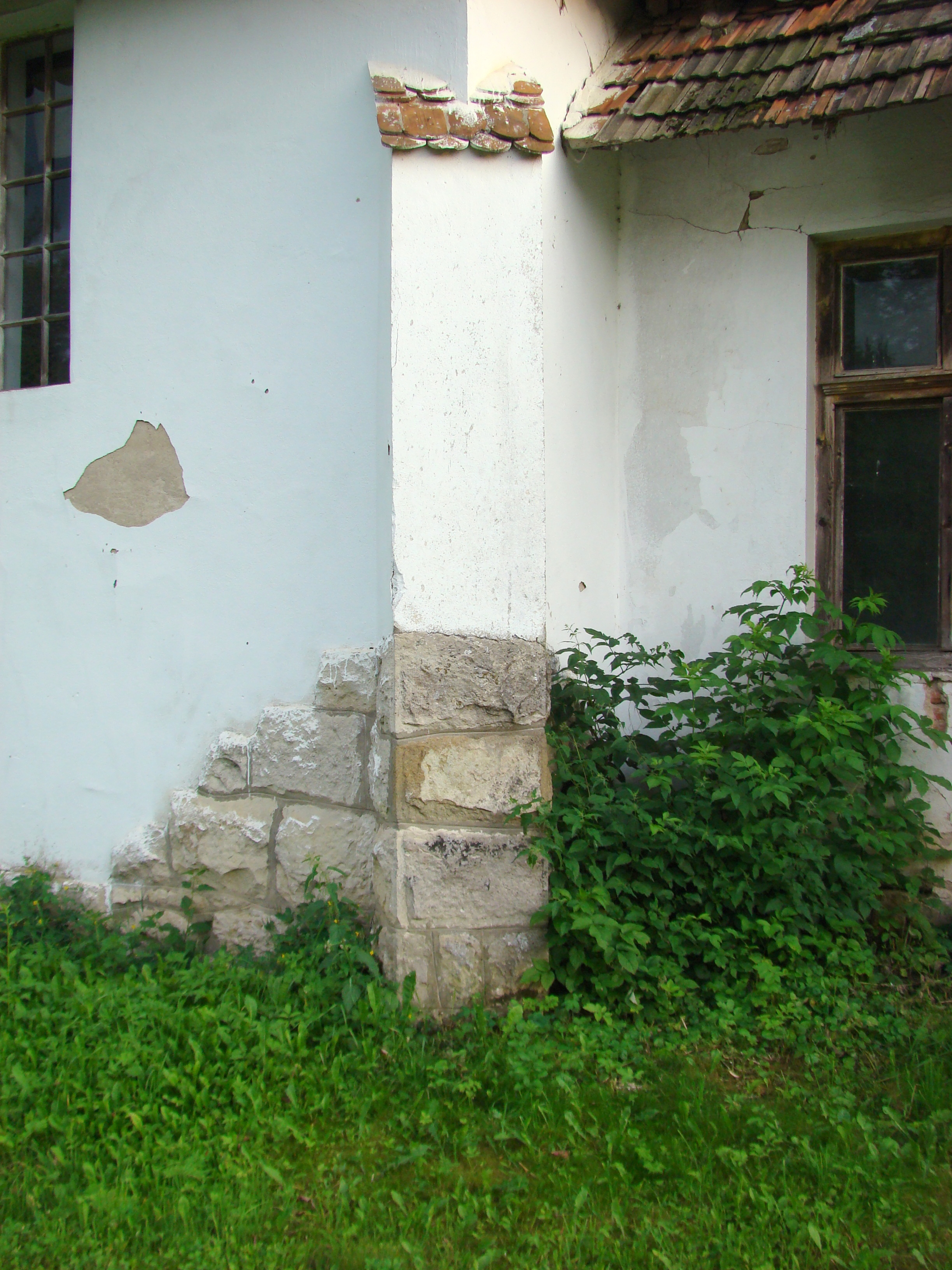
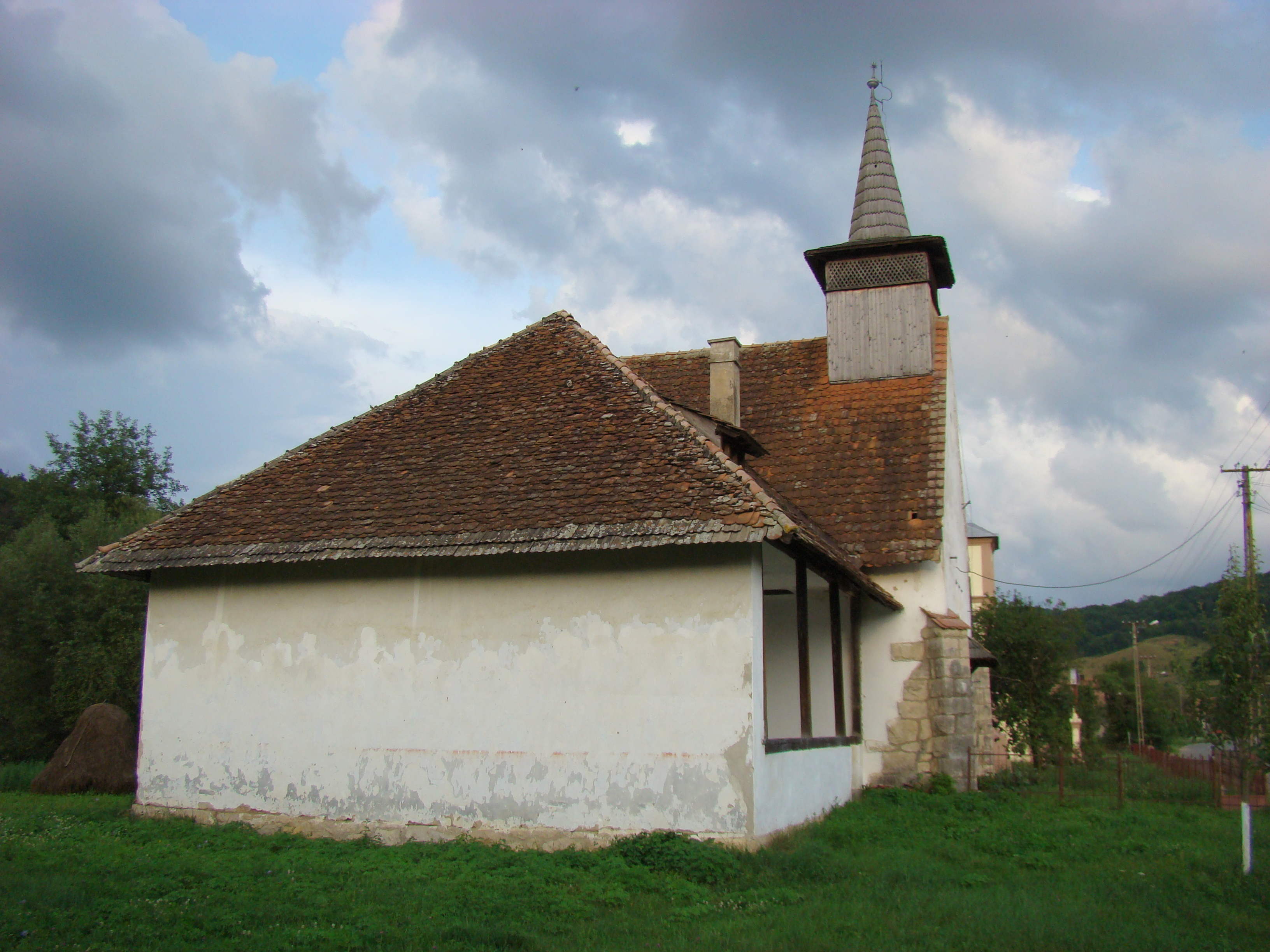
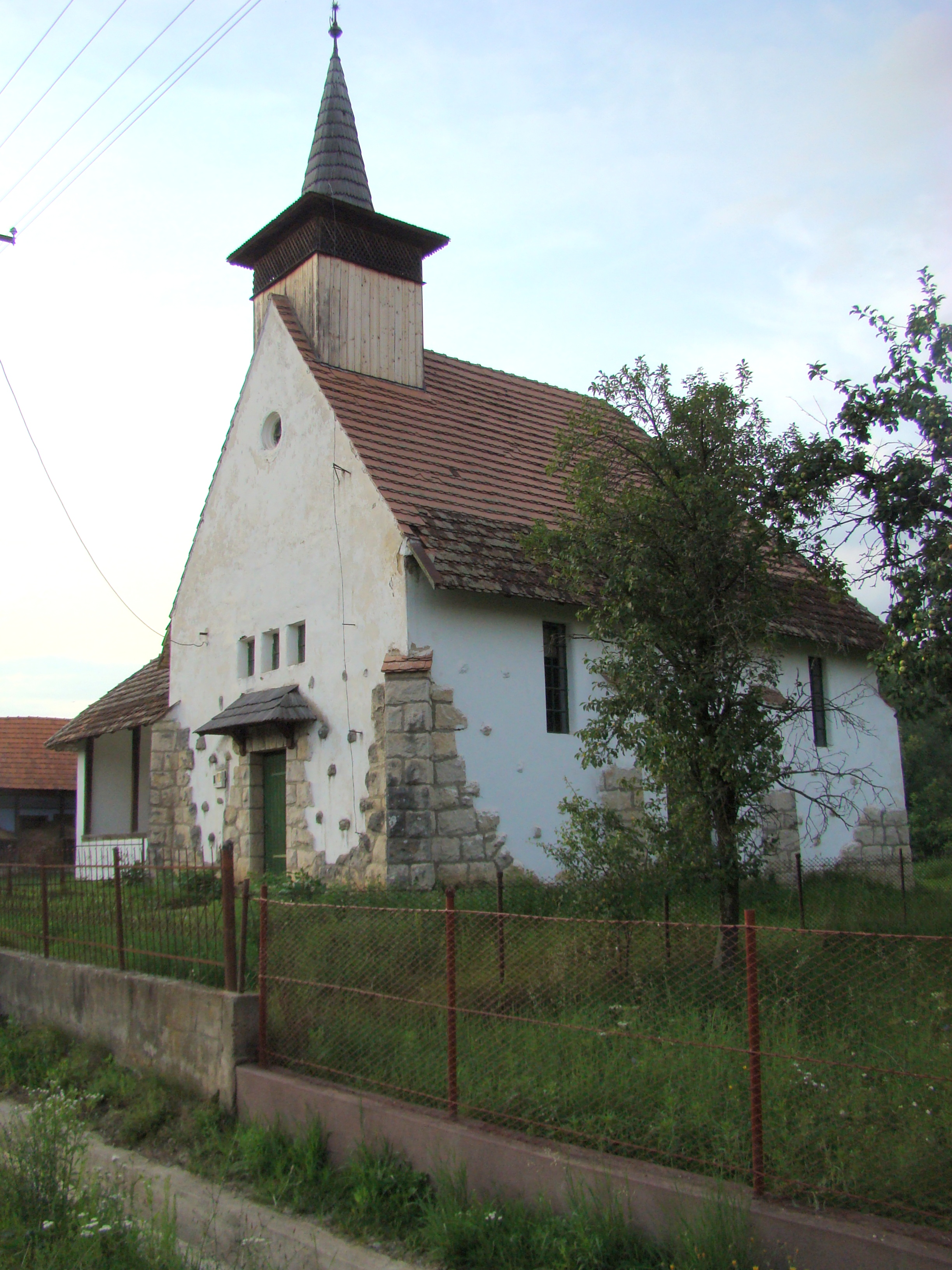
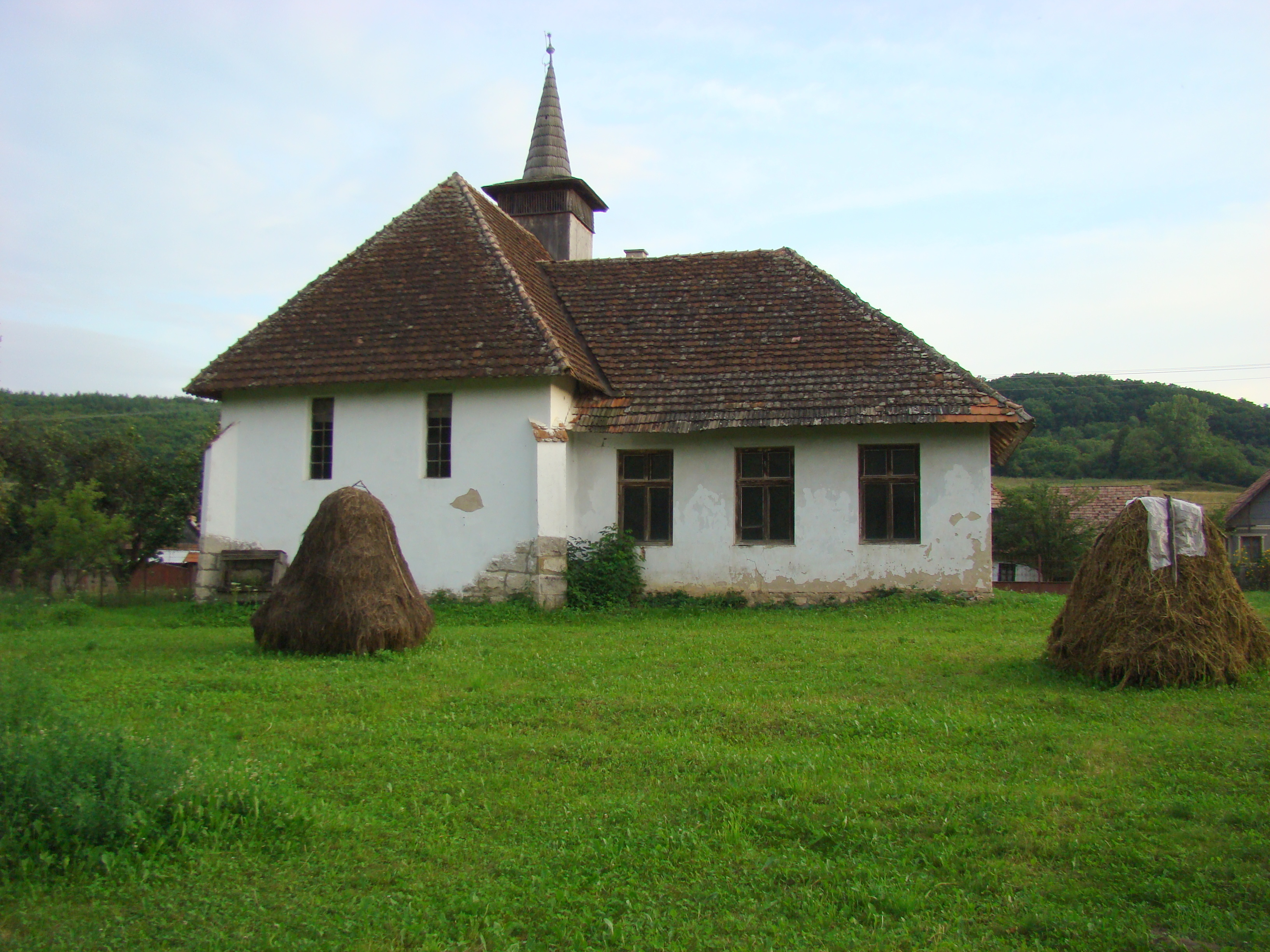
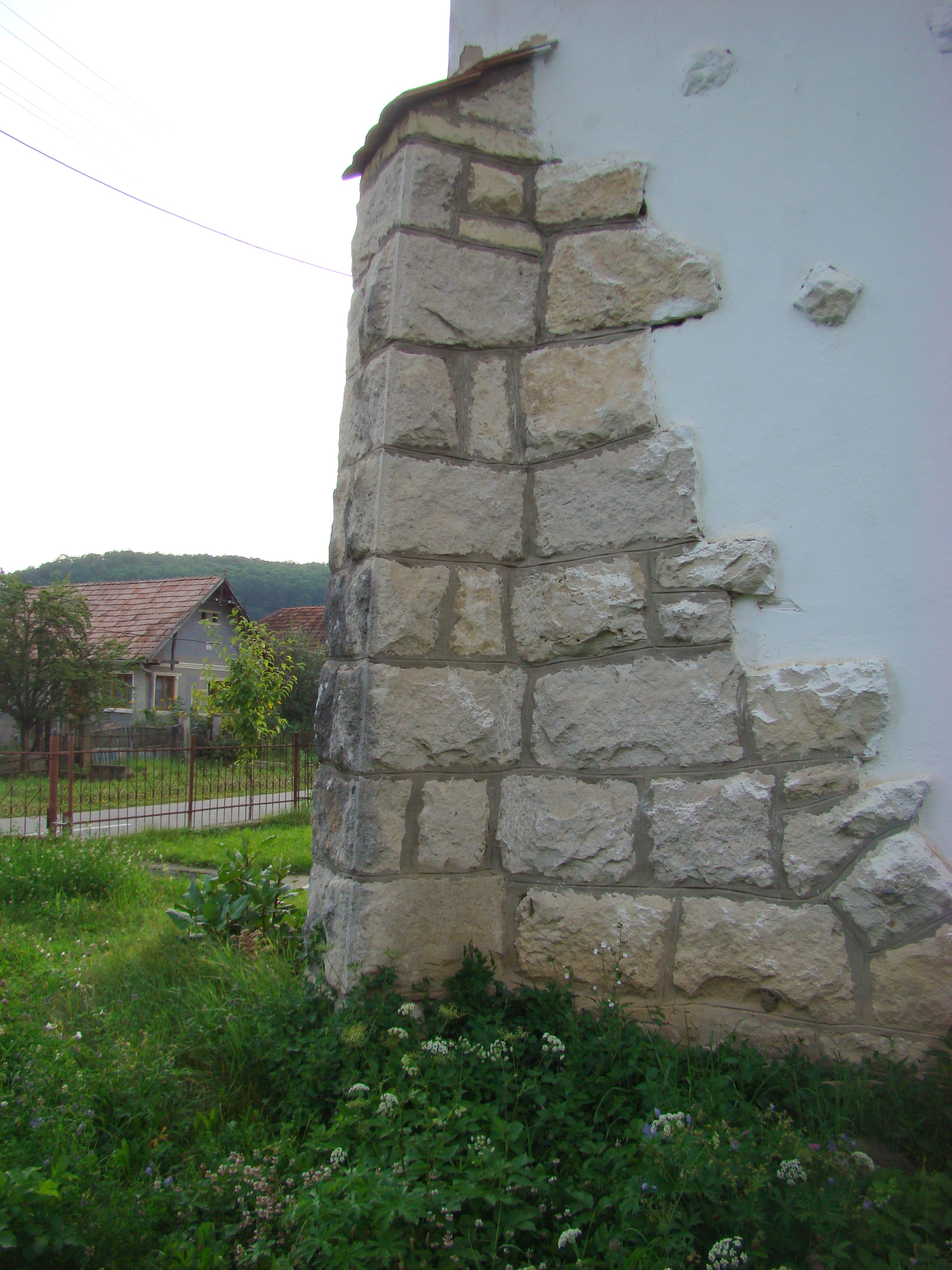
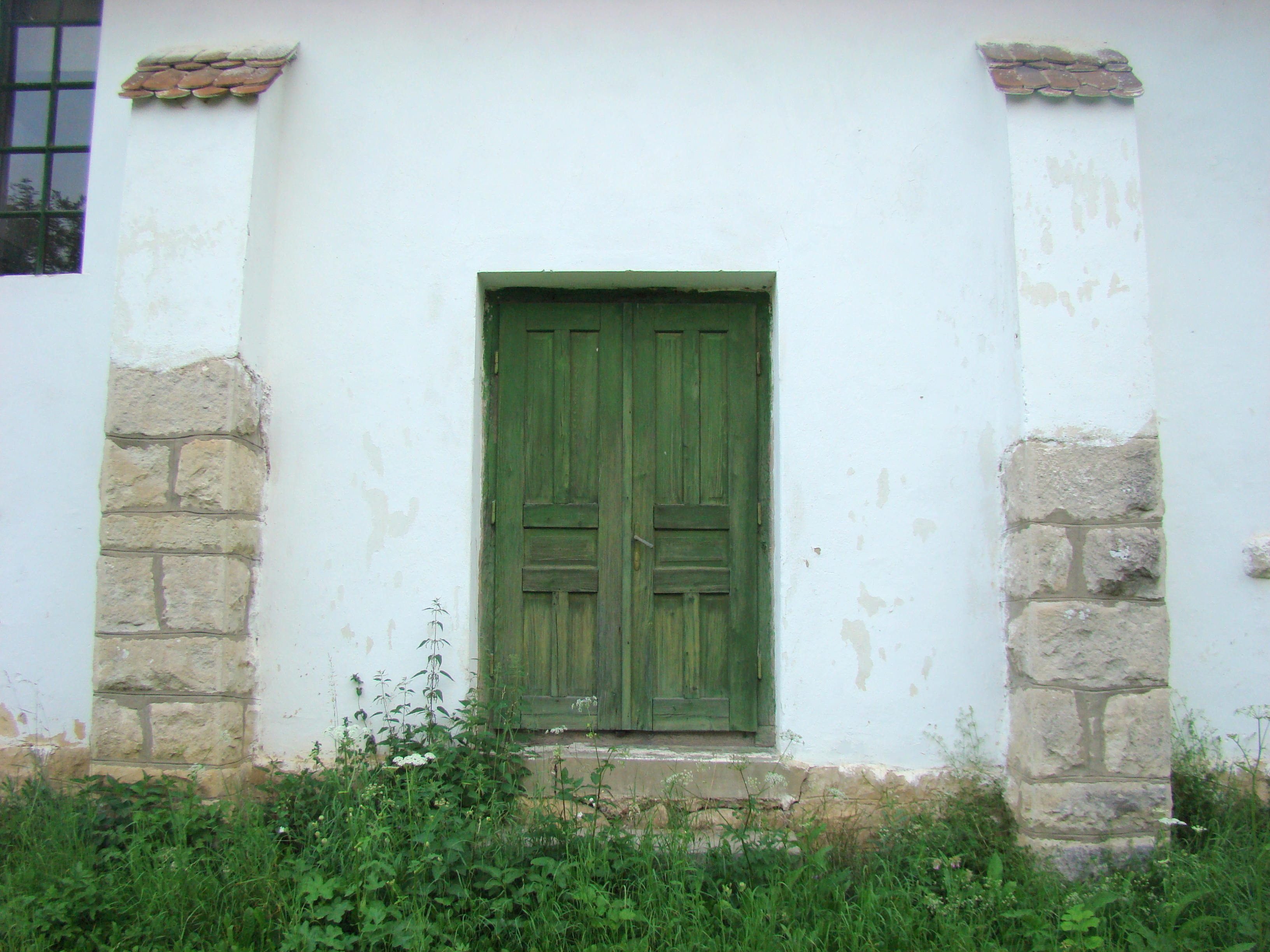
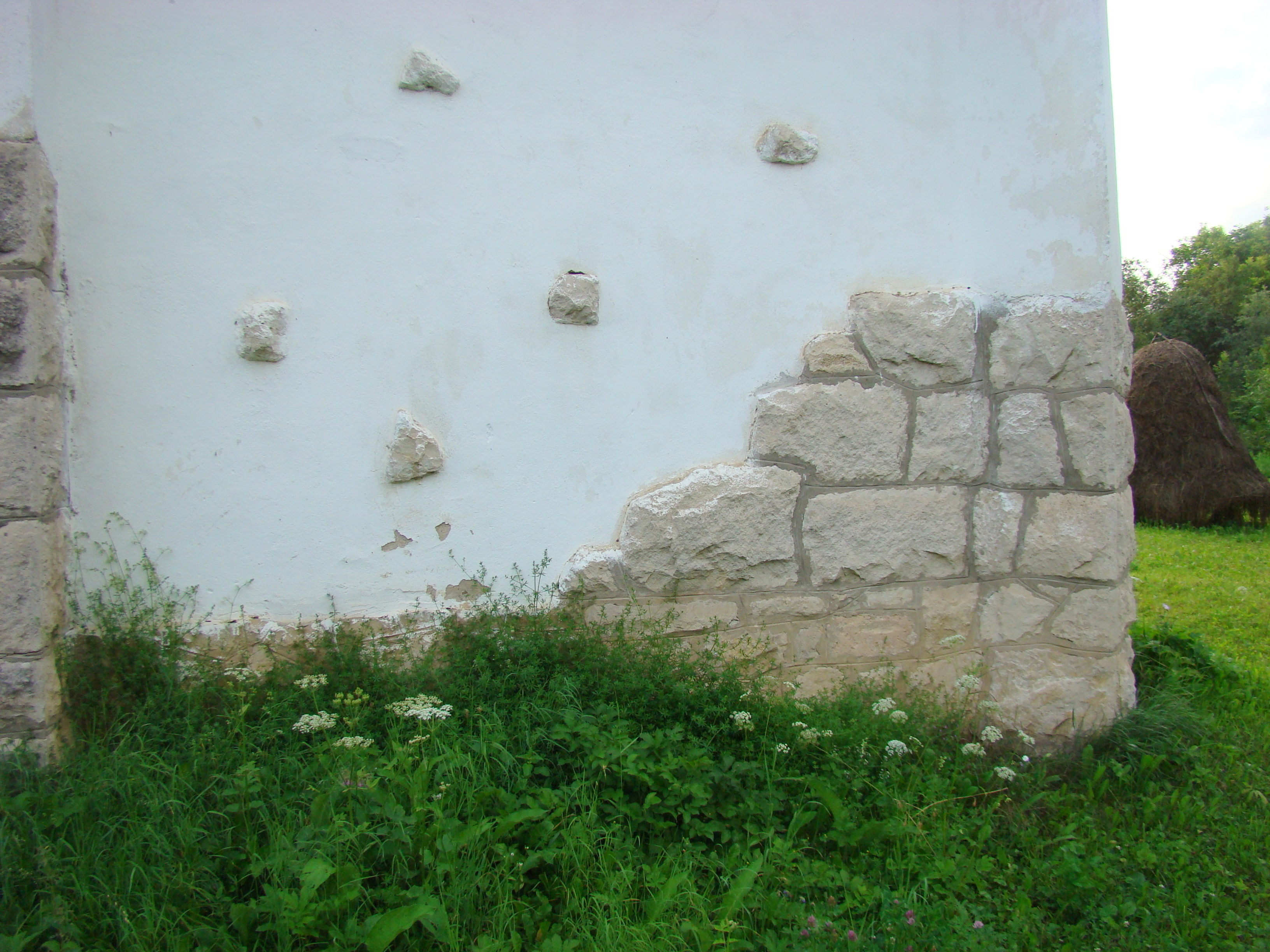
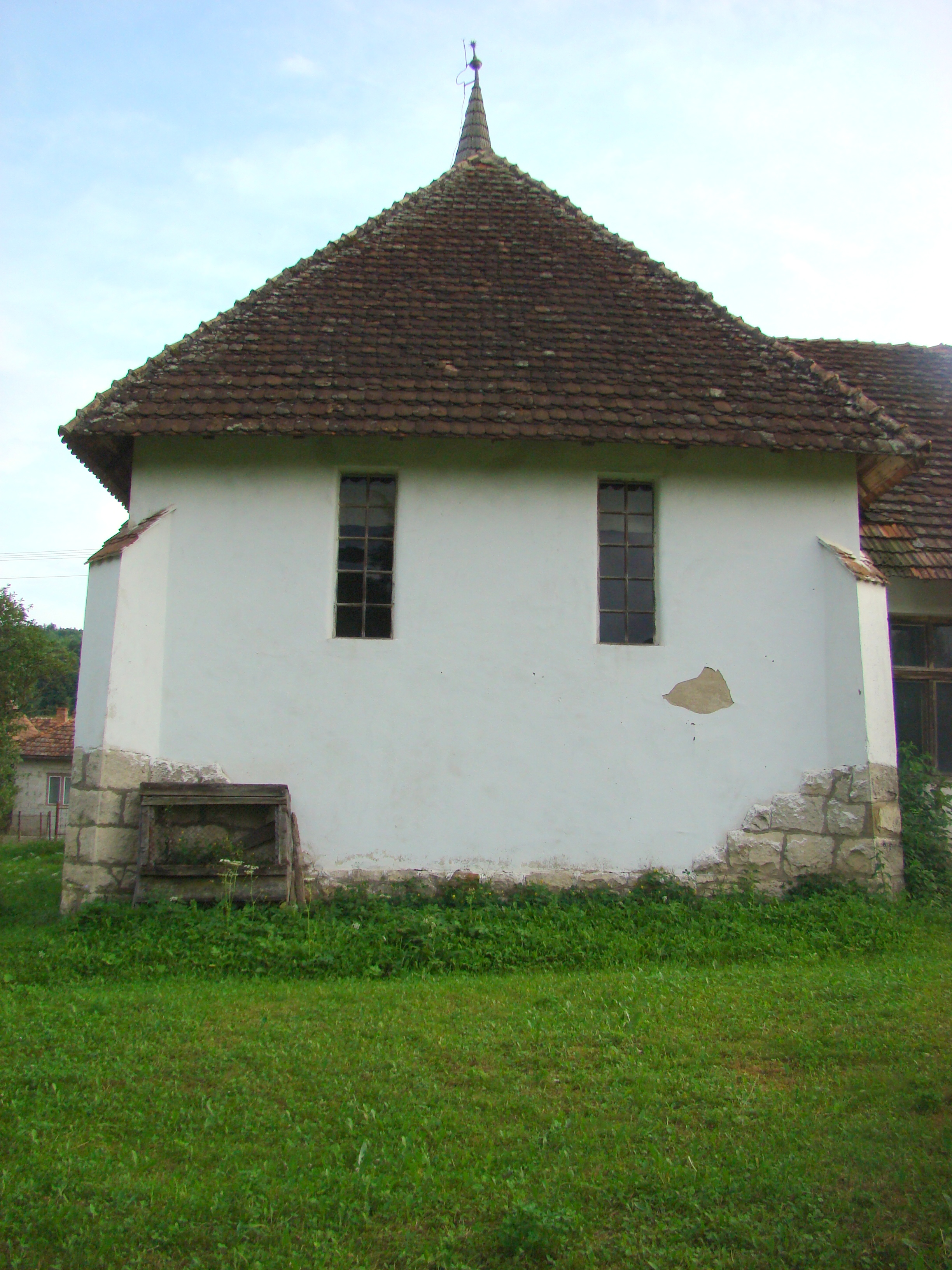

## Imagini din interior

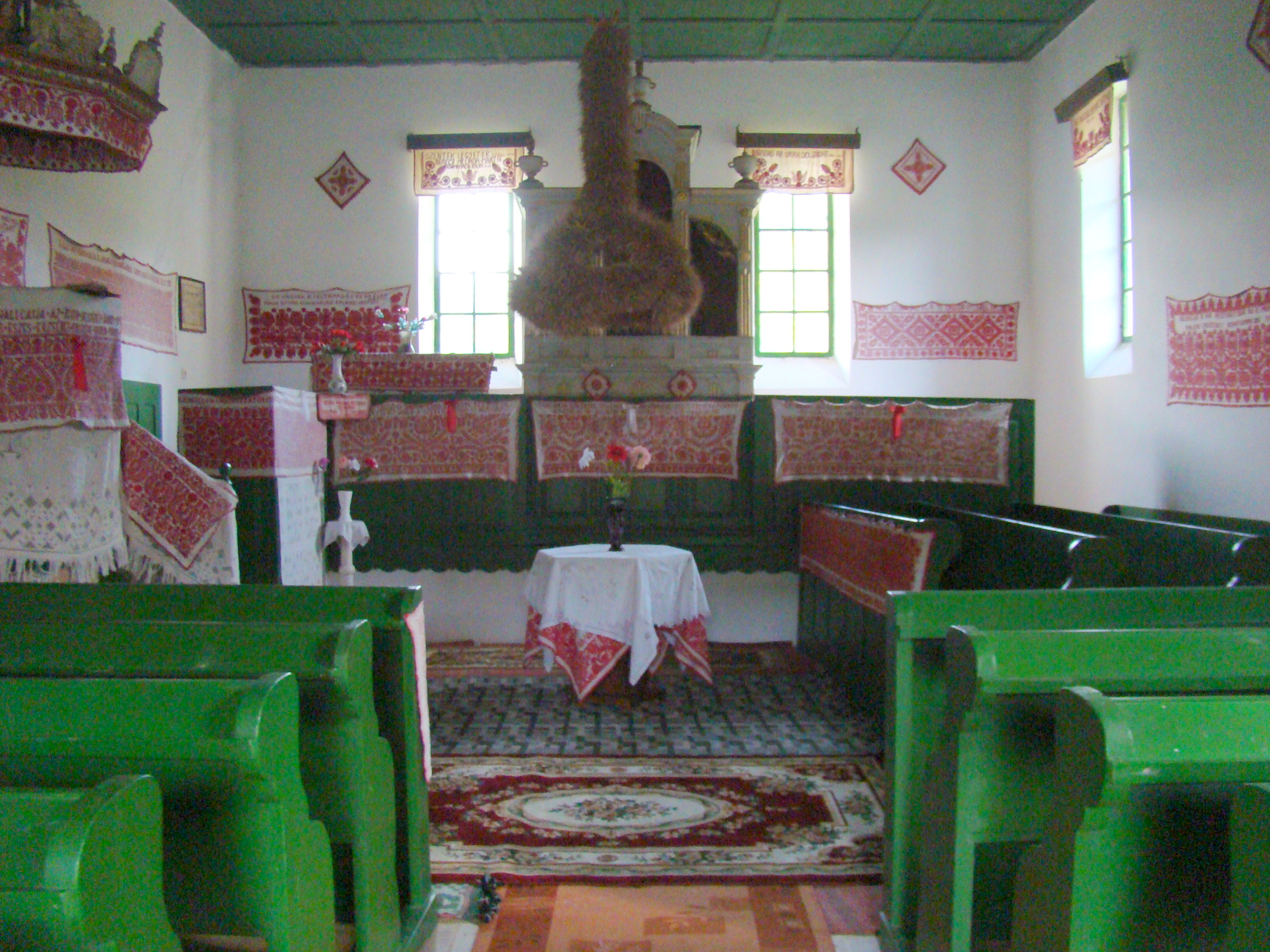
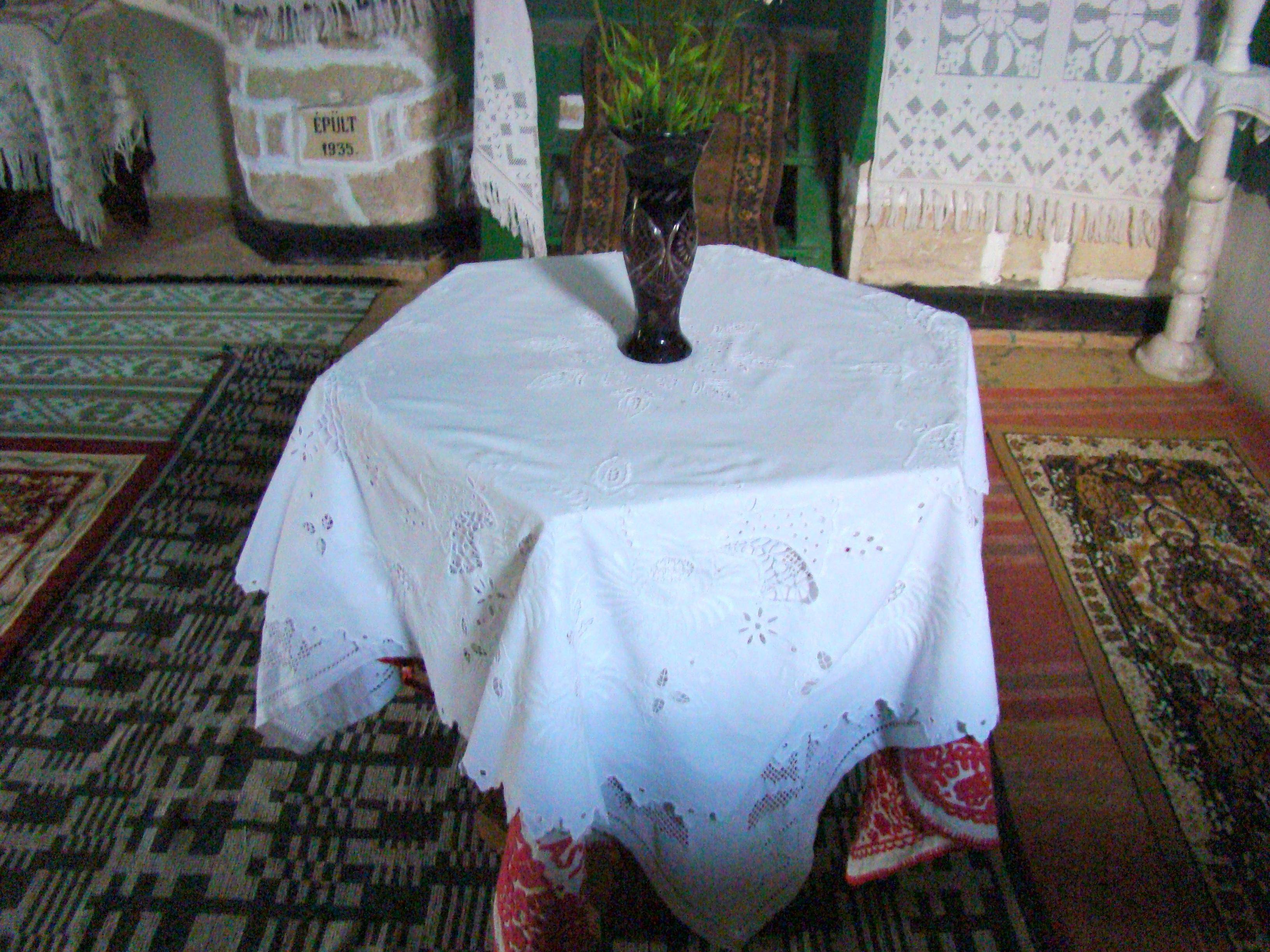
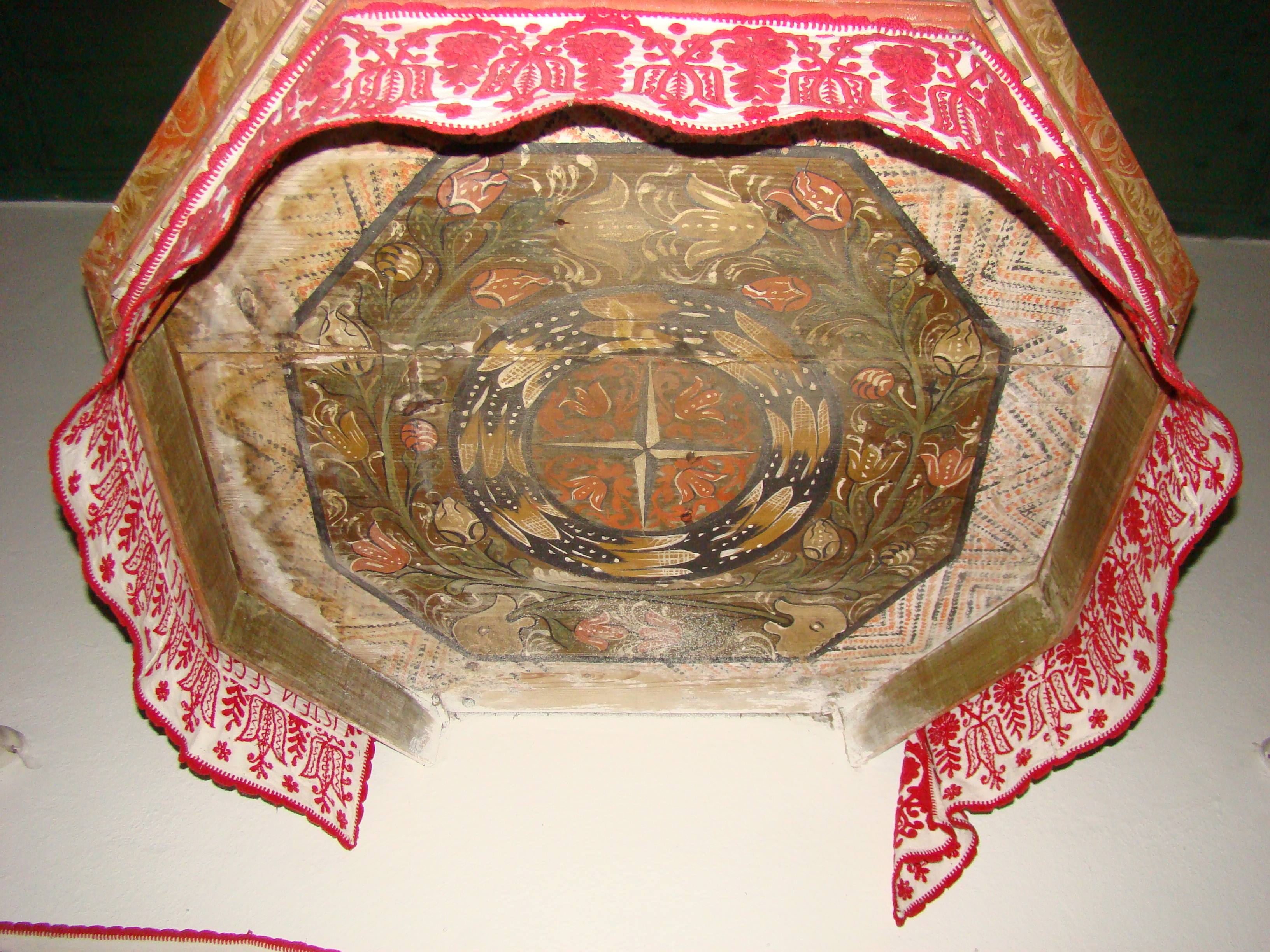
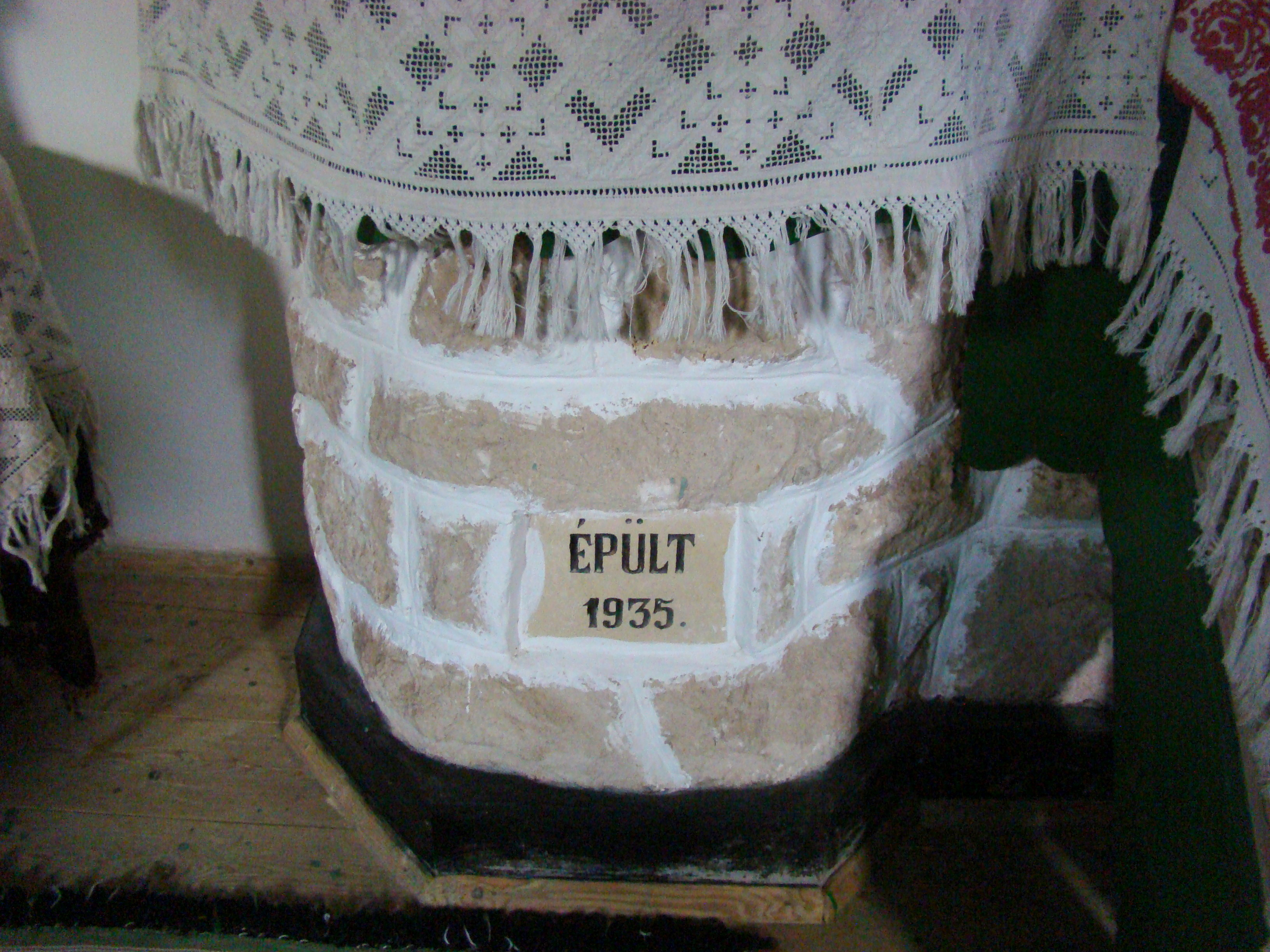
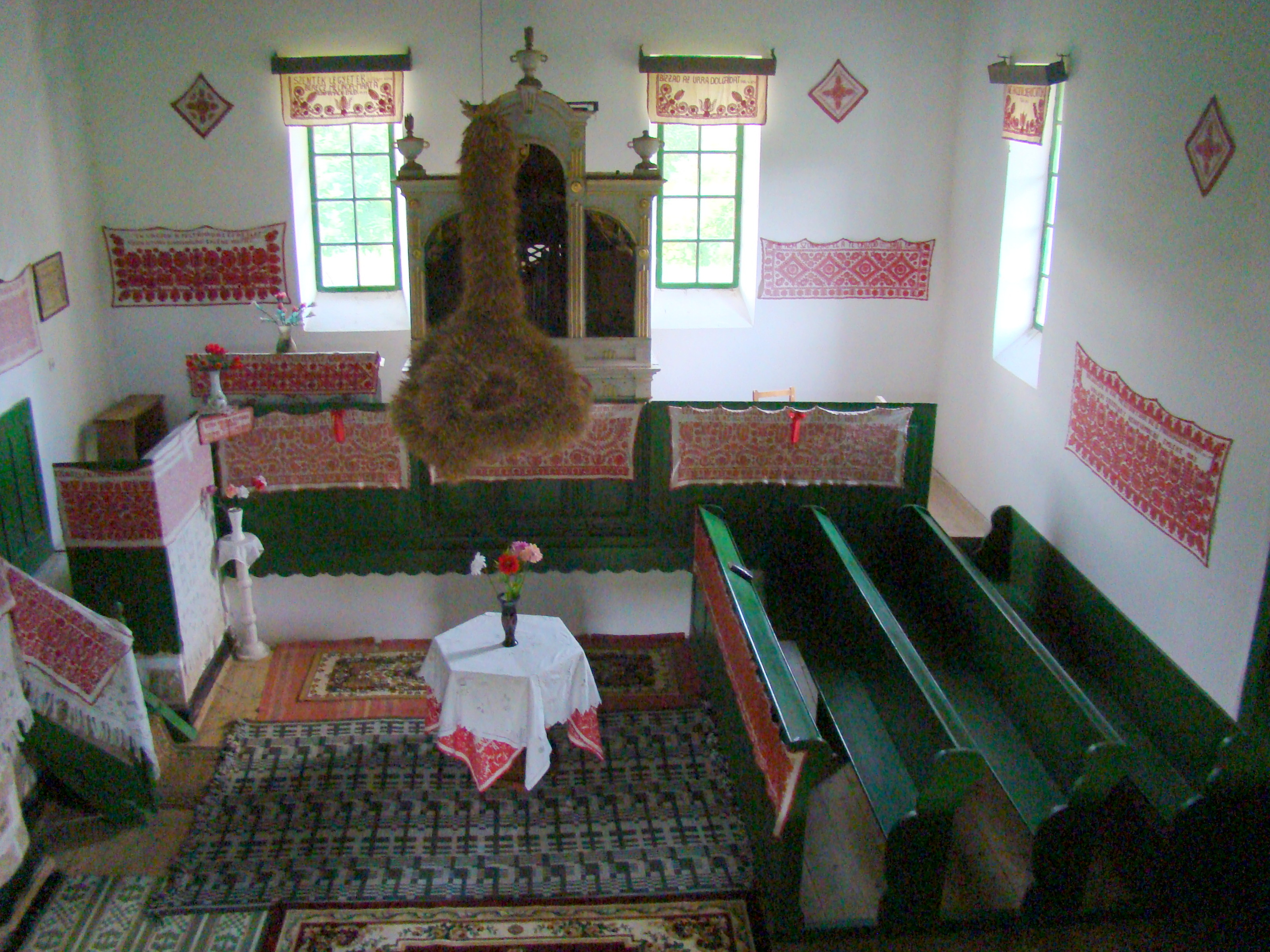
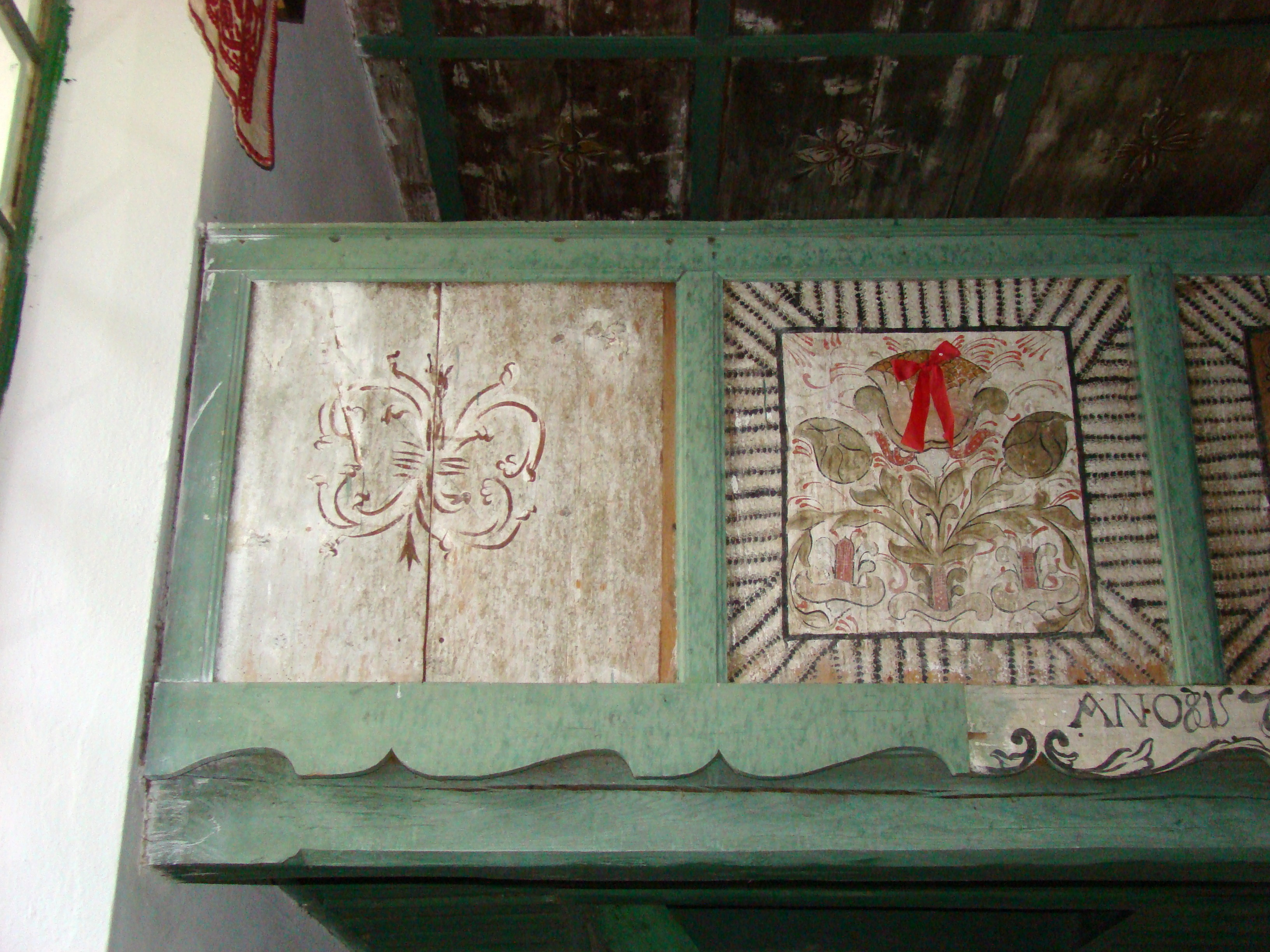
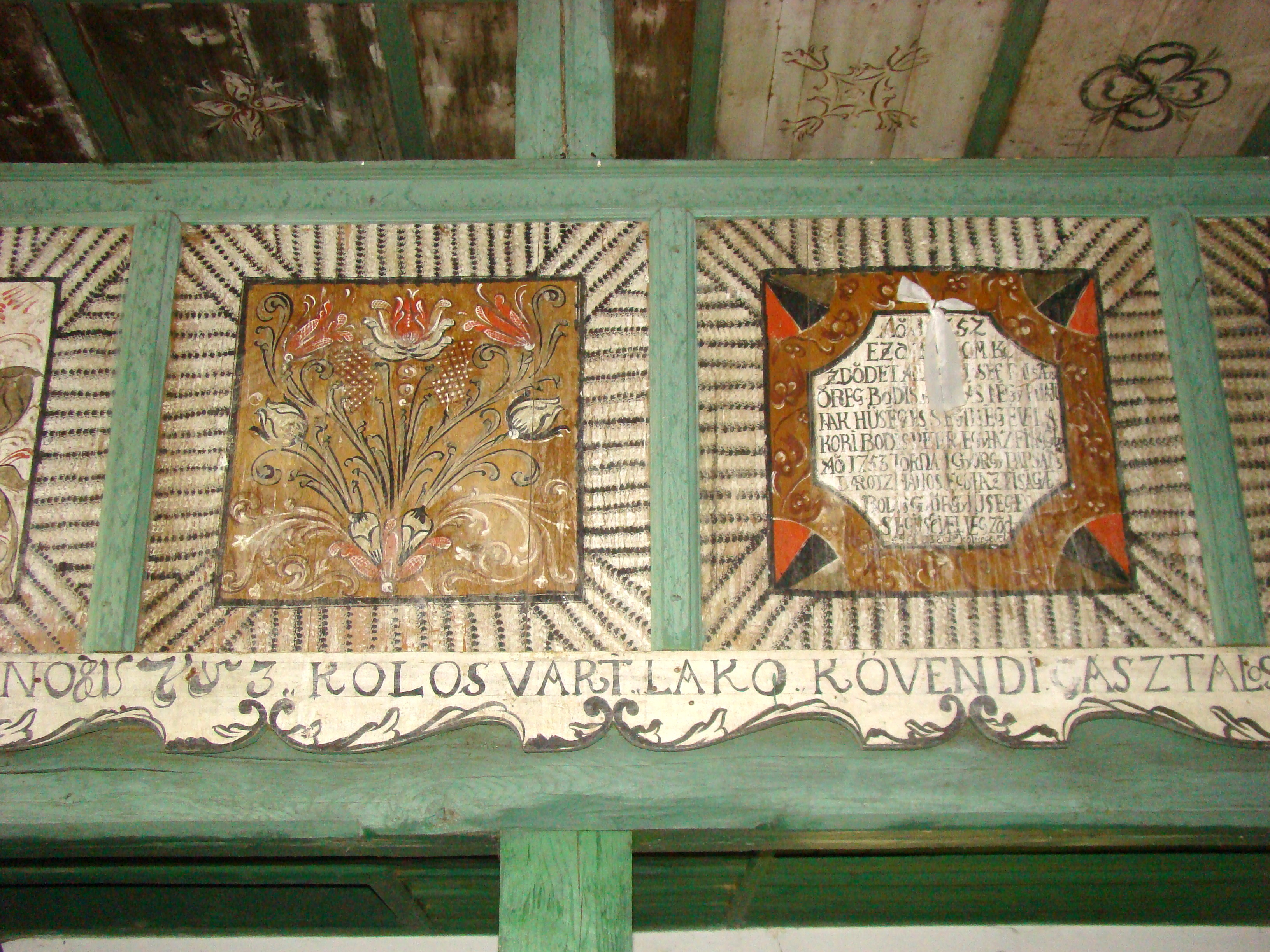
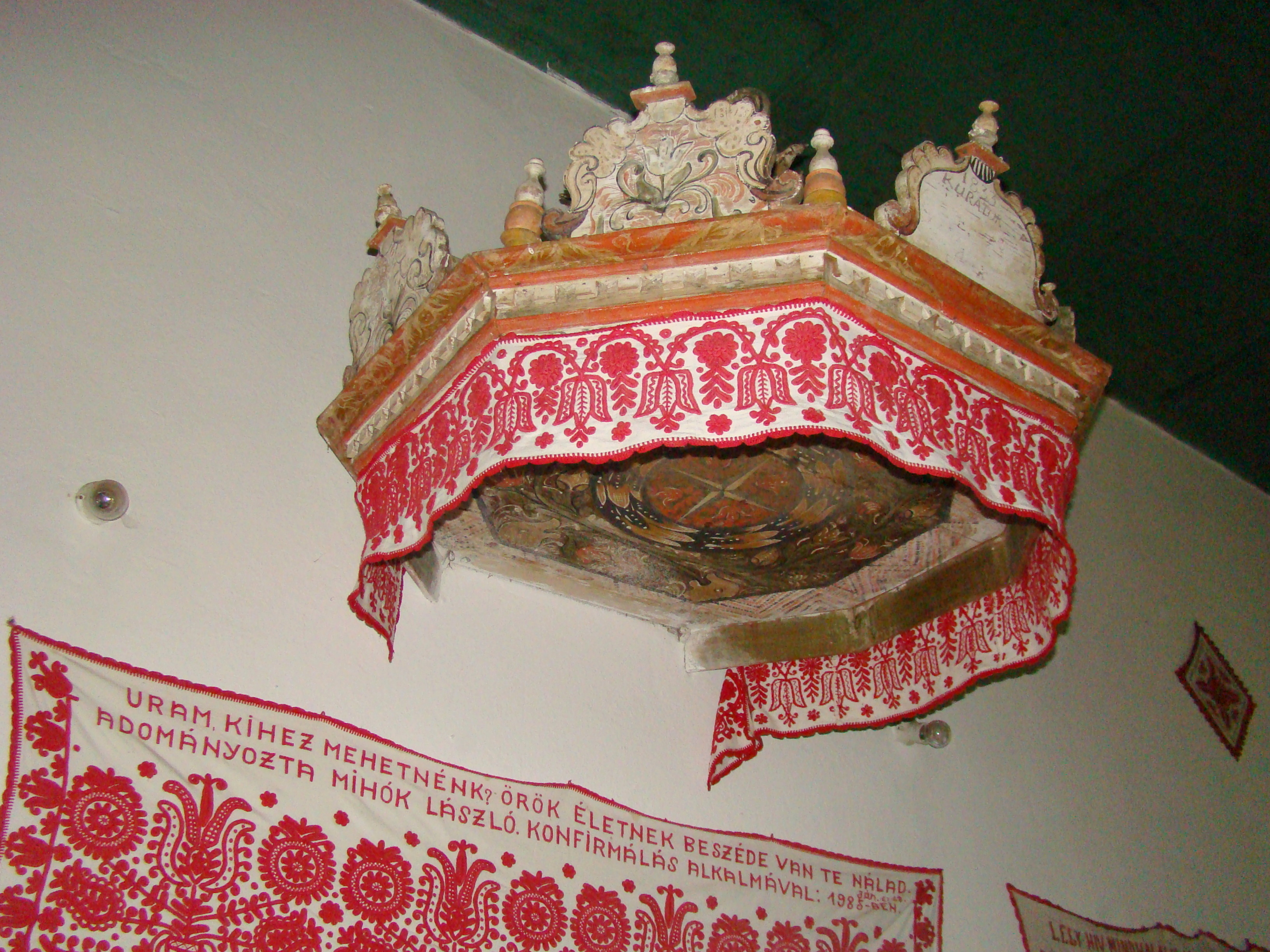
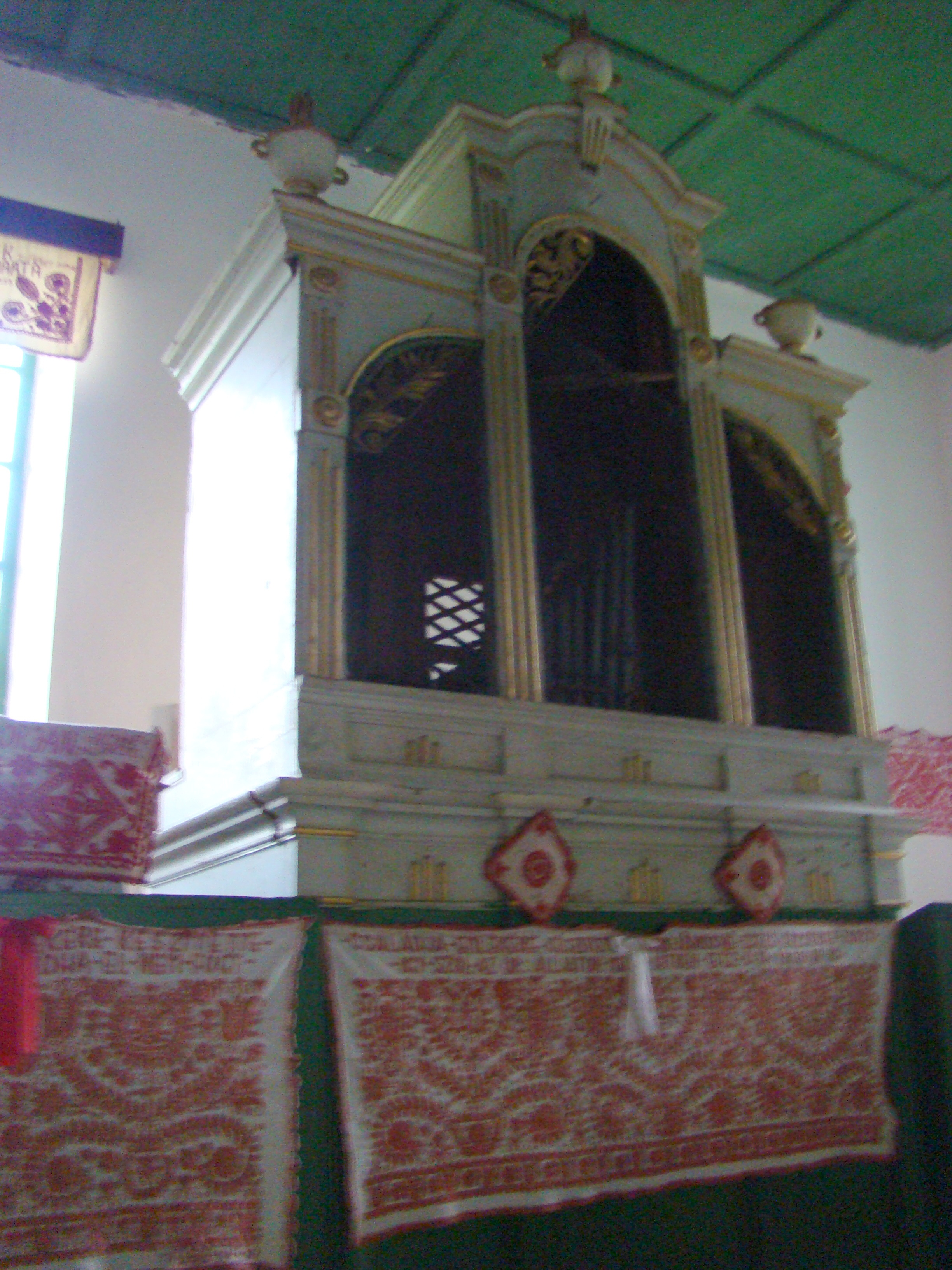
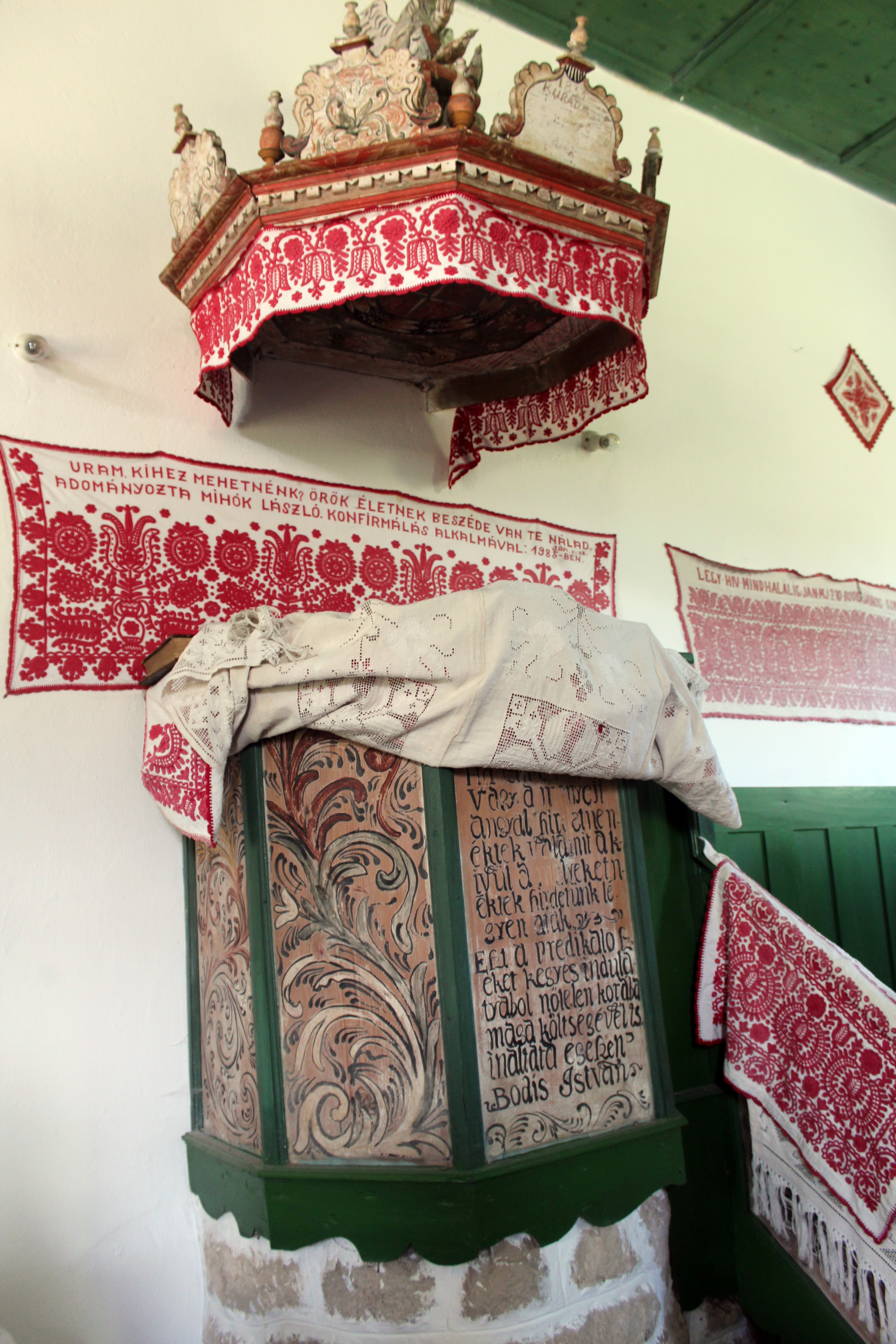
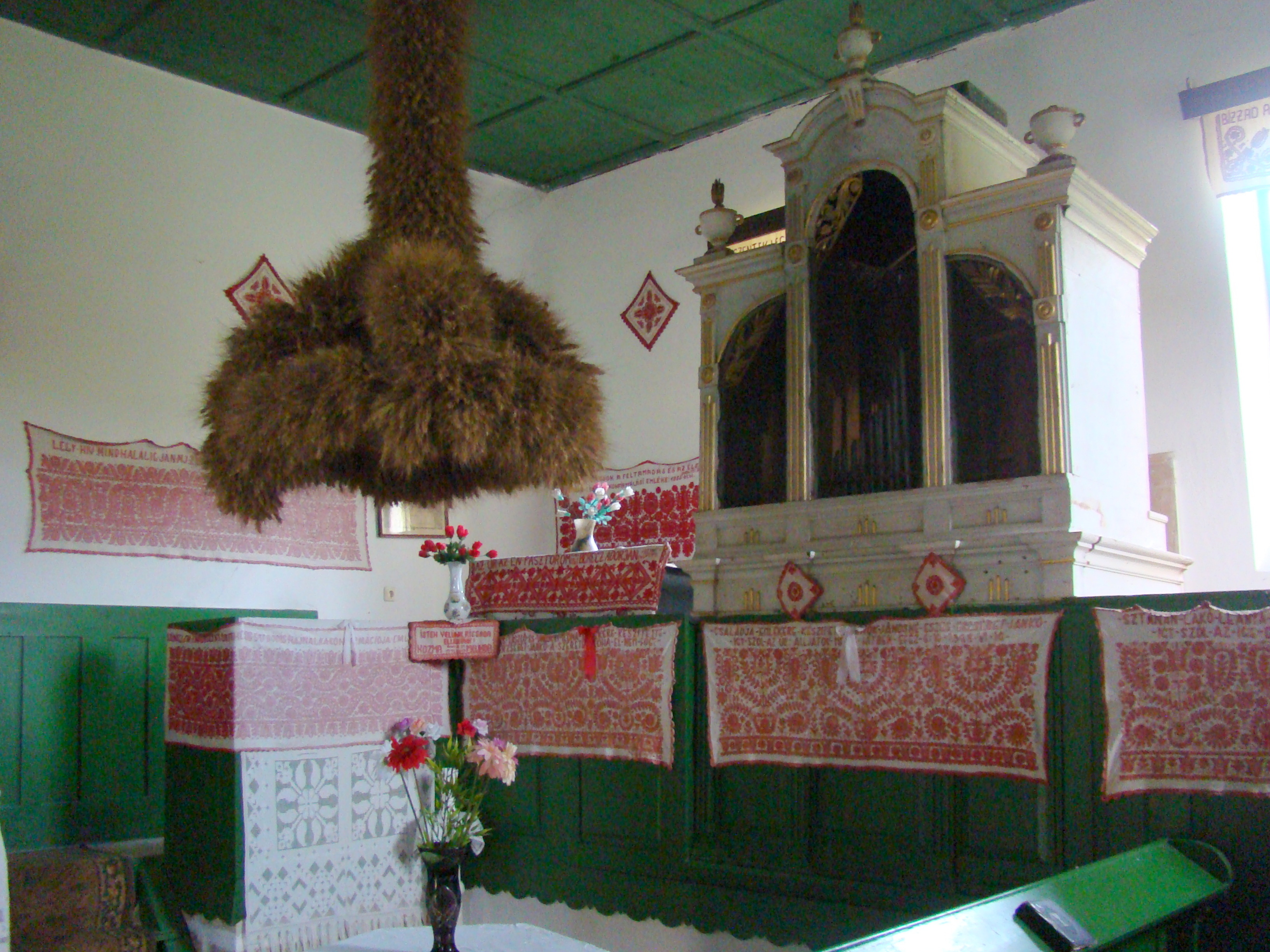
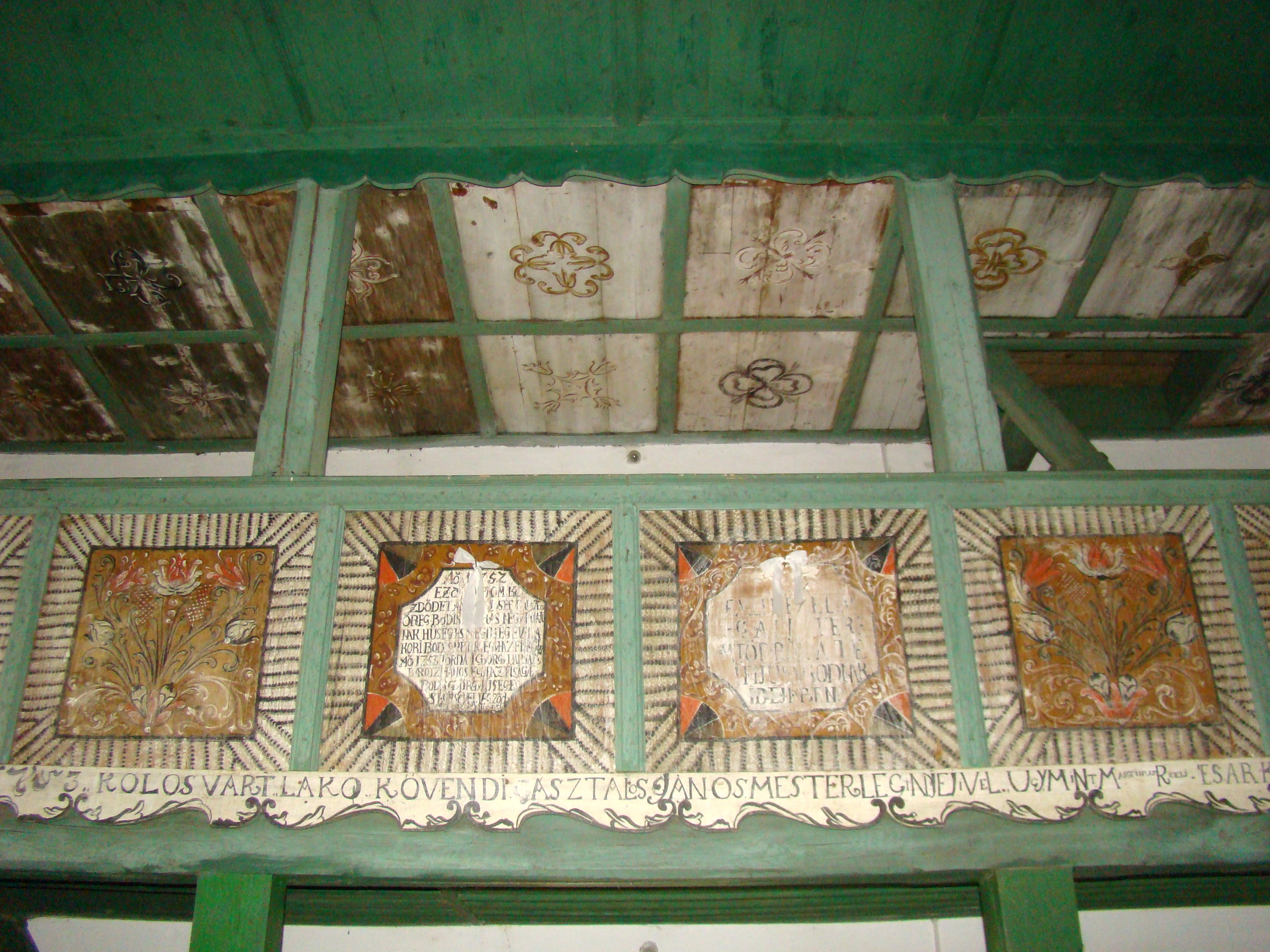
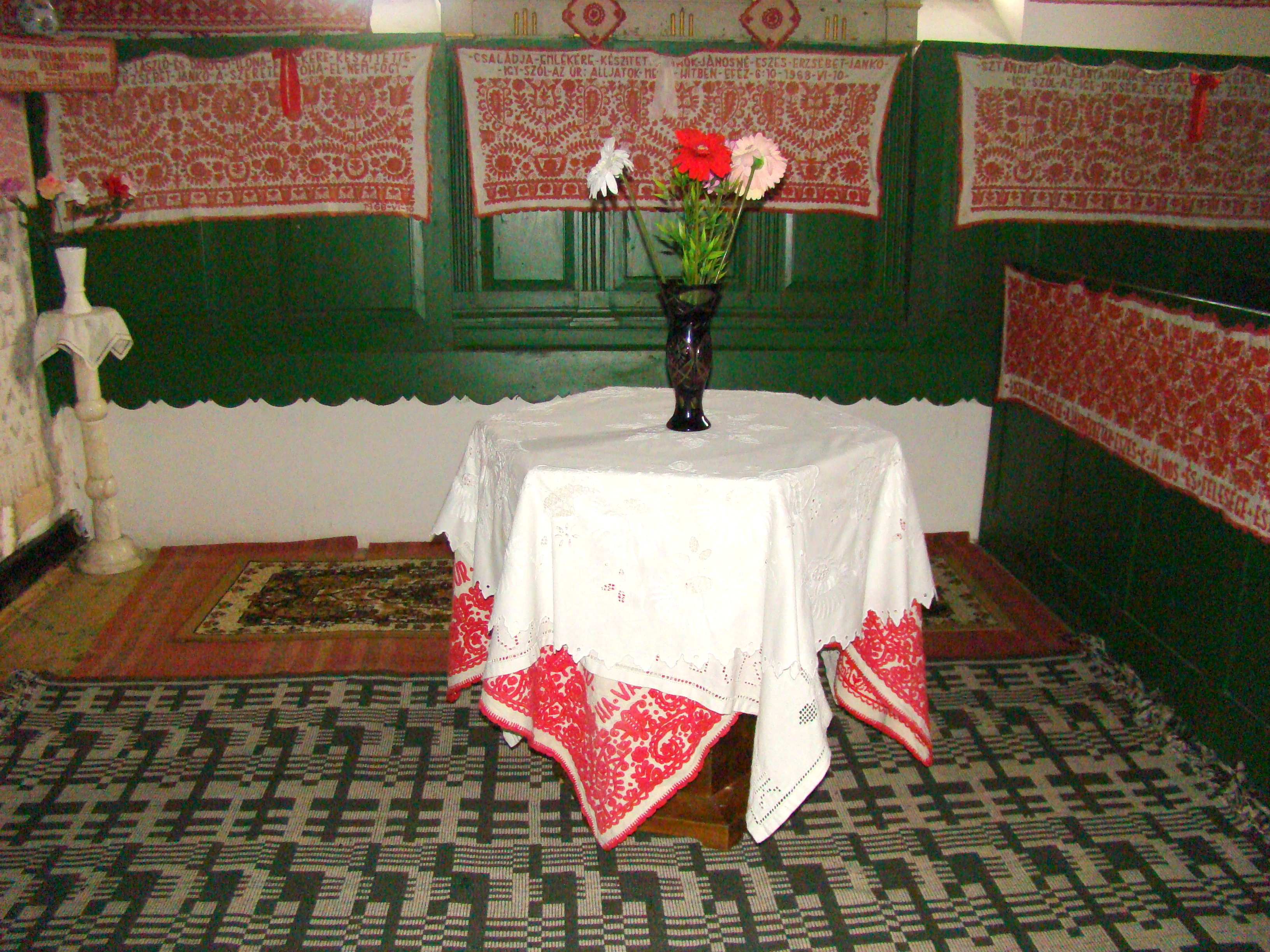
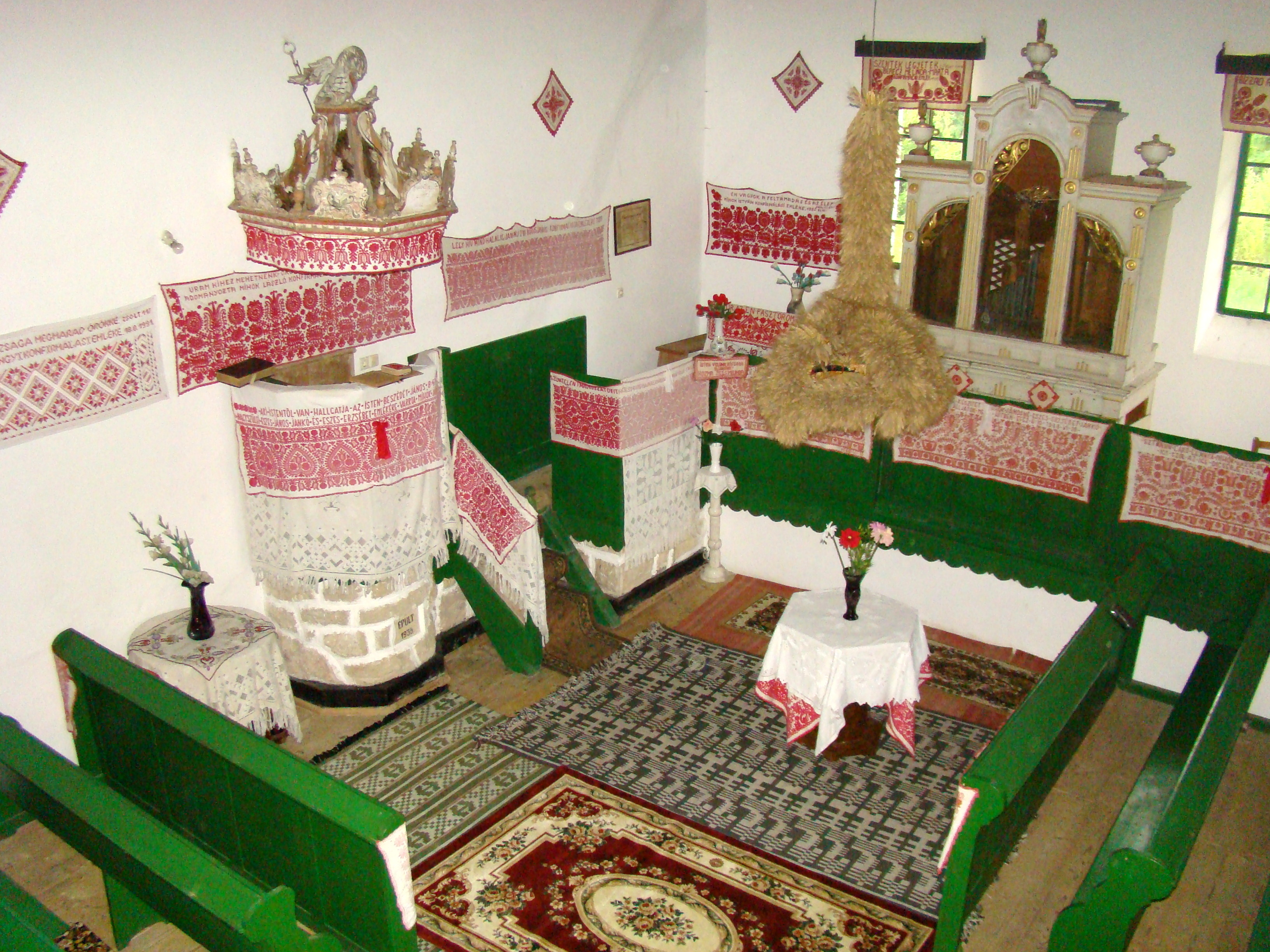